# Narauli
Narauli är en ort i Indien.   Den ligger i distriktet Morādābād och delstaten Uttar Pradesh, i den norra delen av landet, 150 km öster om huvudstaden New Delhi. Narauli ligger 195 meter över havet och antalet invånare är 17 945.
Terrängen runt Narauli är mycket platt. Runt Narauli är det mycket tätbefolkat, med 1 095 invånare per kvadratkilometer. Närmaste större samhälle är Chandausi, 7,6 km sydost om Narauli. Trakten runt Narauli består till största delen av jordbruksmark.